# マリウス・バーサス・ジャンセン
マリウス・バーサス・ジャンセン（Marius Berthus Jansen, 1922年4月11日 - 2000年12月10日）は、オランダ生まれのアメリカ合衆国の日本研究者。プリンストン大学名誉教授。日本近代化論の代表的研究者。

## 経歴
オランダユトレヒト近郊のフロイテンに生まれる。2歳の時、米国ロードアイランド州に移住、農園で家の手伝いをしながら進学した。長兄はMITを出てエンジニアとなり、次兄はプリンストン大学を卒業し、牧師となった。
第二次世界大戦中の1940年秋、プリンストン大学入学。ドイツの宗教改革を研究し、卒業論文「進歩の起源と理念について」で最優秀学生となった。1941年の日本による真珠湾攻撃を受けてアメリカ陸軍の大学生向け志願兵制度に応募し、1943年4月にプリンストン大学を繰り上げ卒業し、軍籍に入った。アメリカ陸軍は日本の敗戦を予見し、戦後世界の再建に備えて言語プログラムを設置し、通訳を育成していた。ジャンセンはこの言語プログラムに配置され、ハーバード大学で一年の日本語速成教育を受けて、情報分析をしたあと、1945年6月、沖縄に上陸した。進駐の期間中、沖縄人、日本人の友好的態度に驚く。
1946年7月には帰国し、秋にハーバード大学院に進学した。ジョン・キング・フェアバンクのすすめで日中関係を研究。1950年、『日本人と孫逸仙』（The Japanese and the Chinese Revolutionary Movement, 1895-1915）でハーヴァード大学博士（1954年単行本）。
1955年から1956年にかけて高知県土佐を調査し、郷土史家平尾道雄と親しくした。
1959年、プリンストン大学歴史学教授。その著『坂本龍馬と明治維新』（1961）は、司馬遼太郎に影響を与え、維新の立役者としての坂本龍馬の名を有名にした。
1991年、日本学士院客員会員、99年、外国人として初めて文化功労者となる。
日本文学研究のアール・マイナーとともに、プリンストンにおける親日派学者である。

### 日本近代化論
ジャンセンがジョン・ホイットニー・ホールとともに設立した近代日本研究会議(Conference on Modern Japan)は1960年に箱根会議を開いた。ホールらが、「近代化」を、近代を特徴づける諸変化を包括し、他の地域との比較を可能とする概念とみなしたのに対して、日本の学者らは「近代化」を「歴史の中で実現すべき価値理念」とみなし、批判した。遠山茂樹は「近代」をマルクス主義と違う意味で用いることの意図を疑い、
川島武宜も「民主化」を主軸に据えていないとホールを批判した。ホールは、イデオロギーの構築でなく、あらかじめ決まった結論を前提としないオープン・エンド・アプローチを用いた。近代日本研究会議は Changing Japanese Attitudes Toward Modernization 1965（「日本における近代化の問題」 細谷千博 編訳、岩波書店、1968年）を刊行すると、日本での反響は大きかった。
一方、ベトナム戦争に反対する歴史学者ジョン・ダワー、ハーバート・ビックスらの“Committee of Concerned Asian Scholars”（憂慮するアジア研究委員会）は、ライシャワーや、ジャンセン、ホールらの近代化研究を、中立を装って日本の近代化の成功を強調するイデオロギーであると批判した。ダワーらは、赤狩りの中自殺したハーバート・ノーマンを称揚した。

## 著書

### 主要著作
- The Japanese and Sun Yat-sen. 1954
- Sakamoto Ryōma and the Meiji Restoration (1961）
  - 「坂本龍馬と明治維新」 平尾道雄・浜田亀吉訳 時事通信社, 1965・新版1989、2009
- Japan and Communist China in the Next Decade (1964)
- Changing Japanese Attitudes Toward Modernization (1965)
  - 「日本における近代化の問題」 ジャンセン編、細谷千博編訳 岩波書店, 1968
- Studies in the institutional history of early modern Japan (1968、Princeton University Press) 
  - ジョン・ホイットニー・ホール共編「徳川社会と近代化」宮本又次, 新保博訳ミネルヴァ書房, 1973
- Japan and its World: Two Centuries of Change (1975)
  - 「日本 二百年の変貌」 加藤幹雄訳 岩波書店, 1982
- Japan and China: from War to Peace, 1894–1972 (1975)[3]
- Japan in Transition, from Tokugawa to Meiji (1986)
- China in the Tokugawa World (1988 Edwin O. Reischauer Lectures)
- Japanese Today: Change and Continuity (1995) Edwin O. Reischauer, Marius B. Jansen, Harvard University Press.
- 「日本と東アジアの隣人 過去から未来へ」 加藤幹雄訳 岩波書店, 1999（講演録）
- The Making of Modern Japan (2000,Harvard University Press)

## その他
ほか、秦郁彦の『裕仁天皇五つの決断』の英訳を編纂している。
1968年にはJapan Looks Back（『フォーリン・アフェアーズ』）を発表し、明治百年記念式典を論評した。